# Ferdinandus Orden 1561

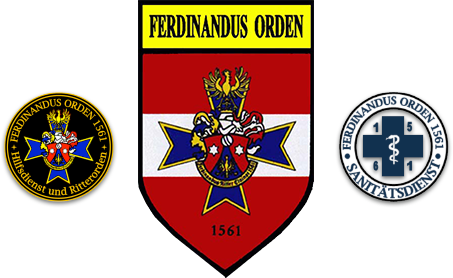

Ferdinandus Orden 1561 (Ferdinandský řád, dříve Österreichischen Humanitärer Ferdinandus Orden 1561 neboli Rakouský humanitární Ferdinandský řád 1561) je starobylý rakouský rytířský řád, jehož hlavní náplní je podpora a pomoc zdravotně a sociálně hendikepovaným lidem. Zakladatelem řádu byl roku 1561 římský císař, český a uherský král a rakouský arcivévoda Ferdinand I. Habsburský. Jeho cílem bylo zaopatření válečných veteránů. Řád působil po většinu své existence souběžně v rakouských, německých a českých zemích. Dnes má řád mezinárodní charakter a angažuje se především v humanitární oblasti. Vedle podpory rodin příslušníků bezpečnostních sborů, které v souvislosti se službou postihla ztráta, nebo zranění s vážnými trvalými následky, se stará o nejchudší z chudých, pozůstalé, trpící nouzí a osudem zkoušené. Motto řádu je „Fiat iustitia aut pereat mundus“.

## Historie
Historie tohoto vojenského řádu sahá do roku 1561, kdy Evropa čelila turecké invazi. Zakladatelem byl rakouský vojevůdce Kryštof Kugler a patronem německý císař Ferdinand I. Habsburský, který vládl říši, zahrnující německé, rakouské, české a uherské země.

### Vznik řádu
Původně římskoněmecký král a rakouský arcivévoda Ferdinand I. Habsburský, se stal roku 1526 smrtí Ludvíka Jagellonského v bitvě u Moháče českým a uherským králem. Spolu s těmito zeměmi zdědil i válku s Turkem a na jeho bedra tak padla obrana Evropy. Čelil Turkům i před branami Vídně a pomalu přenesl válku zpět do Uher. Během dlouhých kampaní proslula řada vojevůdců, mezi nimi i Kryštof Kugler, zakladatel Ferdinandského řádu. Kryštof jako dobrý vojevůdce prosazoval v souladu s rytířskými ideály v mezidobí válečných kampaní péči o vojáky, kteří bránili říši i Evropu proti Turkům. V duchu motta "služba za službu" zaměstnával své veterány, pečoval o těžce zraněné i zmrzačené vojáky i o rodiny padlých. Tuto ideu přednesl i Ferdinandu Habsburskému, který se stal roku 1556 císařem.
Císaře idea nadchla a 9. září 1561 slavnostně založil prestižní služebný rytířský řád, nesoucí jeho jméno coby patrona - Ferdinandus orden 1561. Tímto aktem se stala péče o válečné veterány právní normou, i otázkou prestiže.
Patron řádu spočinul k poslednímu odpočinku v katedrále sv. Víta v Praze. Kryštof Kugler, zakladatel a první velmistr řádu, pak předal meč a žezlo svým mužským potomkům a tak tento dynastický rytířský řád vykonává svou činnost na území Rakouska, Spolkové republiky Německo a České republiky do dnešních dnů.

## Činnost řádu v České republice

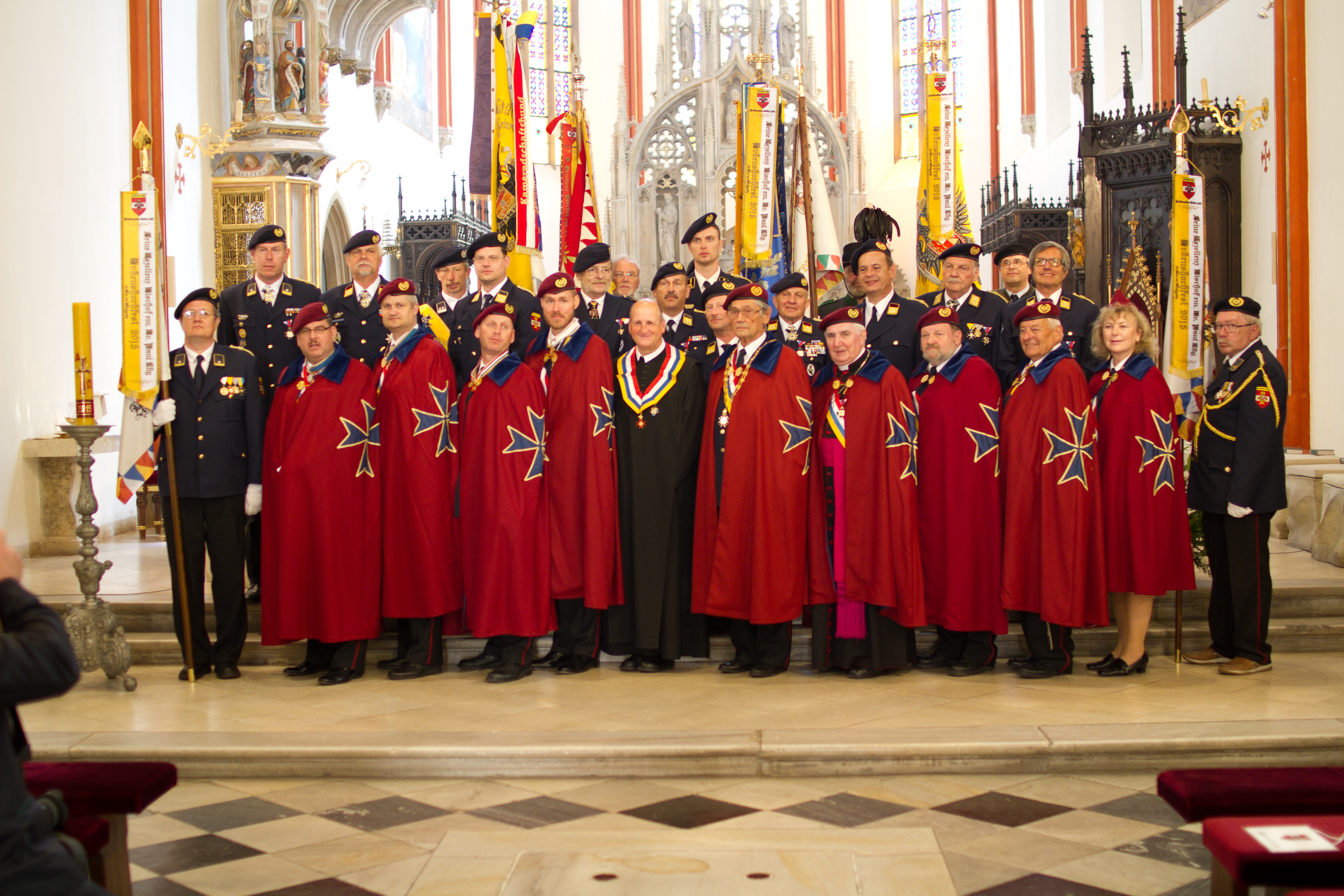
Členové řádu během investitury v chrámu sv. Ducha v Hradci Králové.

- Podpora rodin příslušníků ozbrojených bezpečnostních sborů, hasičů a záchranářů, které v přímé souvislosti se službou utrpěli ztrátu, nebo kde došlo k těžkému zranění, nebo onemocnění. Archivováno 30. 7. 2019 na Wayback Machine.
- Podpora subjektů, které se zaměřují na pomoc a poradenství obětem násilí v Královéhradeckém kraji. Archivováno 9. 6. 2020 na Wayback Machine.
- Řešení problematiky domácího násilí a obětí násilí, od pomoci a podpory obětí, po preventivní přednáškovou činnost.
- Zapojení zdravotníků do problematiky pomoci obětem násilí.[nedostupný zdroj]